# Jared Taylor
Samuel Jared Taylor, född 15 september 1951 i Kobe, Japan, är en amerikansk politisk aktivist. Han är grundare och redaktör för tidskriften American Renaissance. Taylor är också en författare och ordförande för American Renaissances moderorganisation, New Century Foundation, genom vilken många av hans böcker har publicerats. Han har tidigare varit redaktionskonsult vid The Occidental Quarterly och ordförande för tankesmedjan National Policy Institute. Han är också styrelseledamot och talesman för Council of Conservative Citizens.
Taylor, liksom många av de organisationer han är förknippad med, beskrivs ofta i media och av medborgarrättsorganisationer som Southern Poverty Law Center som en "vit suprematist" och en förespråkare av rasistiska ideologier. Den 18 december 2017 stängde Twitter av hans konto.